# NGC 4767A
NGC 4767A (другие обозначения — ESO 323-31, MCG -7-27-11A, DCL 347, IRAS12502-3933, PGC 43744) — спиральная галактика (Sc) в созвездии Центавр.
Этот объект не входит в число перечисленных в оригинальной редакции «Нового общего каталога» и был добавлен позднее.